# Α-Linolensäure
α-Linolensäure (alpha-Linolensäure oder kurz ALA nach der englischen Bezeichnung alpha-Linolenic acid genannt) ist eine dreifach ungesättigte Fettsäure mit 18 Kohlenstoffatomen und gehört zur Gruppe der Omega-3-Fettsäuren. Daraus ergibt sich ihr Lipidname 18:3 (ω−3). Sie wird auch mit (all-cis)-Octadeca-9,12,15-triensäure bezeichnet – ist also eine Alkensäure, genauer Triensäure und eine Isolensäure, weil die drei Doppelbindungen jeweils durch eine Methylengruppe getrennt sind.
Alpha-Linolensäure wird manchmal auch nur kurz Linolensäure genannt, obwohl noch mehrere andere Fettsäuren das Wort Linolensäure in ihrem Namen tragen: Die gamma-Linolensäure [GLA, (all-cis)-Octadeca-6,9,12-triensäure] Kurzb.: [18:3 (ω−6)] und die Dihomo-gamma-Linolensäure [DGLA, (all-cis)-Eicosa-8,11,14-triensäure] Kurzb.: [20:3 (ω−6)] gehören beide zur Gruppe der Omega-6-Fettsäuren, wobei letztere außerdem aus 20 statt nur aus 18 Kohlenstoffatomen besteht.
Auch die der Linolensäure namentlich ähnliche Linolsäure (Octadeca-9,12-diensäure) gehört zu den Omega-6-Fettsäuren. Sie besitzt eine Doppelbindung weniger als die Linolensäure.
Der Name Linolensäure leitet sich vom griechischen Wort linos für Lein (Flachs) ab.

## Vorkommen
Linolensäure findet sich als Ester chemisch gebunden in vielen Triglyceriden, welche den Hauptanteil der natürlichen Fette und Öle ausmachen. Die Triglyceride einer ganzen Reihe natürlich gewonnener pflanzlicher Öle sind reich an Linolensäure-Resten. Hierzu gehören unter anderem Leinöl (56–71 %), Chiaöl (ca. 60 %), Perillaöl (31–42 %),, das Öl aus dem Iberischen Drachenkopf (bis zu 70 % der Fettsäure-Reste), Hanföl (28 %), Walnussöl (ca. 15 %), Rapsöl (5–16 %) und Sojaöl (4–11 %). Manche pflanzlichen Öle enthalten nur geringe Mengen (bis 1,5 %); dazu zählen Sonnenblumenöl, Olivenöl und Traubenkernöl (weniger als 1 % Linolensäure, 72 % Linolsäure). Tierische Quellen sind Pferdefett (ca. 30 %) und Schweineschmalz (< 1,5 %).
Entgegen weitverbreiteter Anschauung enthalten diese natürlichen Fette und Öle keine freie Linolensäure, sondern deren Glycerinester.

## Gewinnung und Darstellung
Die Fettsäure lässt sich durch alkalische Verseifung aus den entsprechenden Triglyceriden gewinnen, indem die entsprechenden Fette oder Öle mit Alkalien gekocht werden. Da die natürlichen Fette und Öle stets viele unterschiedliche Fettsäuren enthalten, schließt sich in der Regel eine Trennung des entstandenen Gemisches an. Kommerziell wird sie vor allem aus Leinöl gewonnen.

Beispiel für ein Triglycerid, das reich an ungesättigten Fettsäure-Resten ist. Der blau markierte Fettsäure-Rest ist einfach ungesättigt und leitet sich von der Ölsäure ab, der grün markierte Linolsäure-Rest ist zweifach, der rot markierte Linolensäure-Rest ist dreifach ungesättigt. Die Kohlenstoff-Kohlenstoff-Doppelbindungen sind durchgängig cis-konfiguriert. Im Zentrum ist schwarz das dreifach acylierte Glycerin erkennbar. Öle enthalten einen höheren Anteil an essentiellen Fettsäure-Resten (= ungesättigte Fettsäure-Reste) als Fette.

## Eigenschaften

### Physikalische Eigenschaften
Sorgfältig gereinigte und unter Luftausschluss aufbewahrte Linolensäure ist eine farblose, ölige und fast geruchlose Flüssigkeit. Die molare Masse beträgt 278,43 g·mol−1 und die Dichte 0,91 g·cm−3 Sie hat einen Schmelzpunkt von −11 °C und einen Siedepunkt von 232 °C (bei 23 mbar). Die Fettsäure ist unlöslich in Wasser, jedoch gut in vielen organischen Lösungsmitteln.

### Chemische Eigenschaften
Linolensäure ist sehr oxidationsempfindlich und altert an der Luft rasch unter Gelbfärbung, die auf die Bildung von Hydroperoxiden zurückzuführen ist. Im weiteren Verlauf der Oxidation kommt es zur Verharzung unter Bildung von Firnis, dieser Vorgang wird auch als Trocknung bezeichnet.

## Biologische Bedeutung
α-Linolensäure (ALA) ist ein essentieller Nährstoff, der zur Bildung der Omega-3-Fettsäuren Docosahexaensäure (DHA) und Eicosapentaensäure (EPA) benötigt wird. Auch spielt ALA eine wichtige Rolle bei Entzündungsprozessen. Sie wird von den gleichen Enzymen zu EPA verarbeitet, die auch aus Linolsäure Dihomogammalinolensäure (DGLA) und Arachidonsäure (AA) produzieren. Aus DGLA und EPA werden wiederum entzündungshemmende Serie-1- und Serie-3-Eicosanoide gebildet, während aus der Arachidonsäure entzündungsfördernde Serie-2-Eikosanoide gebildet werden. ALA wirkt also entzündungshemmend, da 
1. sie die Aktivität von Enzymen auf sich zieht, die sonst Arachidonsäure produzieren würden und
2. weil sie ein Precursor für die entzündungshemmenden Serie-3-Eikosanoide ist.
Studien zeigen, dass die aufgenommene α-Linolensäure zu etwa 5–10 % in EPA und zu 2–5 % in DHA umgewandelt wird. Anderen Studien zufolge liegen die Umwandlungsraten in EPA und DHA unter 5 %. Eine Studie kommt zu dem Schluss, dass die Umwandlungsrate ALA zu DHA unter 1 % liegt.
Eine Studie des Royal Adelaide Hospital in Australien zeigt, dass α-Linolensäure-reiches Pflanzenöl, zusammen mit einer linolsäurearmen Ernährung, den EPA-Spiegel im Gewebe ähnlich steigen lässt wie eine Supplementierung mit Fischöl. Eine Steigerung des DHA-Spiegels im Blut durch Supplementierung von zusätzlicher ALA wird – außer bei Säuglingen – durch die International Society for the Study of Fatty Acids and Lipids (ISSFAL) verneint. Barcel-Coblijn &  Murphy hingegen kommen zu dem Schluss, dass der Körper ausreichend DHA bilden kann, wenn genug α-Linolensäure (>1200 mg) pro Tag aufgenommen wird. Ein Review von 2016, welches die Umwandlungsraten von ALA in DHA untersucht, kommt zu dem Schluss, dass ALA ein ungeeignetes Substitut für DHA ist.

## Nachweis
Zur Gehaltsbestimmung der Linolensäure-Anteile in den Triglyceriden werden diese zuerst zu dem Methylestern der Fettsäuren umgeestert. Es folgt in der Regel eine gaschromatographische Trennung der Fettsäuremethylester.
Ergänzend kann eine Trennung der ungesättigten Isomere mit Silbernitrat-Dünnschichtchromatographie erfolgen.

## Verwendung
Acylglycerine der Linolensäure und der Linolsäure werden als Zusatz zu Firnis und anderen trocknenden Ölen für Beschichtungen (Lacke u. a.) verwendet.